# Resident Evil (videojuego de 2002)
Resident Evil (título original en Japón: Biohazard) es un videojuego de acción y aventura de terror y supervivencia desarrollado y publicado por Capcom para la GameCube. Es una nueva versión del juego de PlayStation de 1996 Resident Evil, la primera entrega de la serie de videojuegos Resident Evil. La historia tiene lugar en 1998 cerca de la ciudad ficticia de Raccoon City, en el Medio Oeste, donde han tenido lugar una serie de extraños asesinatos. El jugador asume el papel de Chris Redfield o Jill Valentine, los oficiales de S.T.A.R.S. enviados por la ciudad y el R.P.D. para investigar los asesinatos.
Resident Evil se desarrolló durante un año y dos meses como parte de un acuerdo de exclusividad entre Capcom y Nintendo. Fue dirigido por Shinji Mikami, quien también diseñó y dirigió el Resident Evil original. Mikami decidió producir un remake porque consideraba que el original no había envejecido lo suficiente y que las capacidades de GameCube podrían acercarlo a su visión original. El juego conserva la misma presentación gráfica, con modelos 3D superpuestos sobre fondos prerrenderizados. Sin embargo, la calidad de los gráficos mejoró considerablemente. El remake también incluye nuevas mecánicas de juego, puzzles revisados, zonas explorables adicionales, un guion revisado y nuevos detalles de la historia, incluyendo una subtrama completa eliminada del juego original.
Tras su lanzamiento, Resident Evil recibió elogios de la prensa especializada en videojuegos, quienes elogiaron sus gráficos y una jugabilidad mejorada con respecto al juego original. A menudo se describe como una de las mejores, más aterradoras y visualmente impactantes entregas de la serie Resident Evil. Sin embargo, las ventas del juego fueron menores de lo esperado, lo que llevó a Capcom a cambiar el enfoque de la serie hacia un enfoque más centrado en la acción. En 2008, el juego fue portado a la Wii, presentando un nuevo sistema de control. En 2015, se lanzó una remasterización de alta definición que tuvo éxito crítico y comercial para PlayStation 3, PlayStation 4, Windows, Xbox 360 y Xbox One, y luego para Nintendo Switch en 2019.

## Jugabilidad
Resident Evil es un videojuego de terror y supervivencia donde el jugador controla al personaje en pantalla desde una perspectiva en tercera persona para interactuar con el entorno. Para avanzar, el jugador debe explorar una mansión y sus alrededores mientras evita, supera y derrota a monstruos como zombis y arañas gigantes. El jugador puede abrir puertas, empujar objetos, escalar obstáculos y recoger objetos. Al recoger un objeto, este se almacena en un inventario al que el jugador puede acceder en cualquier momento. Los objetos del inventario se pueden usar, examinar y combinar para resolver puzles y acceder a zonas que antes eran inaccesibles. El inventario está limitado a una cierta cantidad de espacios y el jugador a menudo debe mover elementos del inventario a cajas de almacenamiento ubicadas en ciertas áreas para administrar el espacio.
Aunque el jugador puede usar armas de fuego para matar monstruos, Resident Evil enfatiza la evasión por sobre el combate de ritmo rápido al proporcionar al jugador munición limitada. El jugador tiene una cantidad limitada de salud, que disminuye cuando es atacado por monstruos. Los jugadores pueden recuperar la salud recolectando y usando hierbas, que se pueden mezclar con otras hierbas para aumentar su efecto curativo. Algunos monstruos también pueden infectar al jugador con un efecto de envenenamiento, que agota gradualmente la salud del jugador con el tiempo hasta que el veneno se cura con suero o hierbas especiales. Los zombis que son derrotados pero no decapitados o quemados eventualmente reviven y mutan en formas más rápidas y letales.: 176 
El jugador puede controlar a Chris Redfield o a Jill Valentine, cada uno con ventajas y desventajas. Por ejemplo, Chris puede recibir y causar más daño que Jill, pero Jill puede llevar más objetos y desbloquear ciertas puertas con una ganzúa. Ambos personajes pueden equipar armas defensivas que les protegen de sufrir daño al ser atrapados por un enemigo. Estas armas defensivas incluyen una daga y un arma especial única: Jill puede usar una pistola eléctrica, mientras que Chris puede introducir granadas aturdidas en la boca de los zombis y detonarlas con un disparo de pistola. Las armas defensivas son limitadas y solo se pueden usar cuando el jugador es atrapado por un monstruo.
El juego cuenta con un mapa automático que ayuda a los jugadores a navegar por las diferentes áreas. Además, pueden recoger mapas de ciertas secciones para descubrir zonas inexploradas. Para guardar su progreso, los jugadores deben encontrar cintas de tinta y usarlas con una máquina de escribir; el juego cuenta con un suministro limitado de cintas de tinta, por lo que los jugadores no pueden guardar su progreso tantas veces como quieran. La historia se ve ligeramente alterada por el personaje que el jugador elige para jugar, y ciertas elecciones que el jugador hace en el juego pueden afectar la dirección del juego y su final. Al completar el juego con un determinado nivel de dificultad y un límite de tiempo, el jugador puede desbloquear disfraces secretos para los personajes principales, armas adicionales y modos de dificultad especiales.

## Argumento
La historia de este juego transcurre en la noche del 24 de julio de 1998 en las afueras de Raccoon City, concretamente en el área boscosa que rodea la ciudad, dentro del perímetro de las Montañas Arklay, donde ocurren una serie de extraños asesinatos, con víctimas cuyos restos muestran indicios de canibalismo. El ayuntamiento local envía al equipo Bravo del grupo de élite de la policía de la ciudad, los S.T.A.R.S. (Special Tactics And Rescue Service o Servicio Especial de Tácticas y Rescate) a investigar estos hechos. Tras perderse el contacto con el equipo Bravo, se envía al equipo Alpha para encontrarlos y continuar la investigación. El equipo Alpha localiza el helicóptero del equipo Bravo derribado, sin indicios de supervivientes; excepto por una mano mutilada (en la versión de Nintendo GameCube se encuentra el cadáver del piloto, Kevin Dooley). Mientras buscan nuevas pistas por la zona, el equipo Alpha es atacado por una jauría de cerberus, uno de los cuales mata a un miembro del equipo, Joseph Frost. El piloto del helicóptero, Brad Vickers, entra en pánico y despega abandonando al resto de sus compañeros. Perseguidos por las horribles criaturas con forma canina que mataron a su compañero, el equipo Alpha se ve obligado a buscar refugio en una mansión cercana que parece abandonada.
Con los cerberus fuera de la mansión, los miembros restantes del equipo Alpha (Jill Valentine, Chris Redfield, Barry Burton y Albert Wesker) se encuentran atrapados dentro. En ese momento, tras oír un disparo, el jugador (optando entre Jill o Chris) toma el control del personaje seleccionado. Uno de los primeros descubrimientos es el de encontrar el cuerpo de un miembro del equipo Bravo, Kenneth Sullivan, siendo devorado por un zombi en una escena muy perturbadora en su tiempo y muy recordada por los fans de la saga. Posteriormente, el jugador encontrará al resto de compañeros del equipo Bravo, heridos o muertos por las criaturas que rondan la mansión. Una serie de documentos y archivos encontrados sugieren que un grupo clandestino de investigación está llevando a cabo una serie de experimentos ilegales en la propiedad, bajo la autoridad y supervisión de Umbrella, la corporación farmacéutica más poderosa e influyente a nivel mundial. Las grotescas criaturas que rondan la mansión y la región circundante son el resultado de estos experimentos, que se han puesto de manifiesto en el personal de la mansión y en diversos animales e insectos a partir de un potente agente biológico conocido como Virus-T, el cual es extremadamente contagioso siendo liberado de forma intencional por James Marcus, un antiguo científico de Umbrella y uno de los fundadores de la corporación.

## Personajes
- Chris Redfield: miembro del equipo Alpha de S.T.A.R.S. que cuenta con una puntería excepcional, hecho que lo llevó a ser parte del equipo. También es un superviviente del accidente que, al igual que Jill Valentine, puede ser controlado como personaje principal del juego. Usa como contraataque de defensa dagas y granadas. También posee un encendedor en su arsenal como herramienta estándar. En el juego recibe mucha ayuda por parte de Rebecca Chambers, una superviviente del equipo Bravo de S.T.A.R.S., en lo que se refiere a rompecabezas y acertijos.

- Jill Valentine: es el único miembro femenino del equipo Alpha de S.T.A.R.S., pero su inteligencia es extremadamente buena, lo que la convierte en un miembro clave del equipo. Puede ser controlada por el jugador como personaje principal. Emplea para el contraataque defensivo dagas y un dispositivo eléctrico recargable. También tiene una ganzúa en su arsenal como herramienta estándar. En el juego recibe mucha ayuda de otro superviviente del equipo, Barry Burton, quien le da municiones, medicinas y hasta ayuda en ciertas batallas contra enemigos. Al final del juego debe liberar a Chris de una celda y escapar con ambos compañeros.

- Barry Burton: miembro veterano del equipo Alpha de S.T.A.R.S., que cuenta con un revólver calibre 44 como arma principal. En el escenario de Jill, él la ayuda brindándole armas, medicinas y hasta destruye a la Planta 42 por ella si se siguen determinadas acciones. En un momento concreto del videojuego, después de varios indicios de traición por su parte, el jugador debe decidir si le salva la vida o lo deja a su suerte. En el escenario de Chris, Barry nunca entra a la mansión, pero se da a entender que escapó por su cuenta. Después del caso de la mansión Spencer se muda con su familia a Canadá.

- Rebecca Chambers: único miembro novato femenino del equipo Bravo de STARS, quien fue enviada con sus compañeros a investigar los sangrientos asesinatos en las cercanías de las montañas Arklay. Después de los accidentes de Resident Evil Zero, Rebecca va a la mansión para reunirse con sus compañeros, pero cae en un profundo sueño. Al despertar se da cuenta de que el lugar también está infectado por el T-Virus y decide unir fuerzas con su compañero Richard para salir adelante. En el escenario de Chris, ella cuida a Richard, quien es envenenado por la serpiente mutante Yawn, y en cierto momento del videojuego se puede controlar. En la trama argumental de Jill nunca aparece, pero se dice que probablemente escapó por su cuenta.

- Albert Wesker: es el líder del equipo Alpha y jefe de STARS, y el antagonista principal del juego. Desde un principio, su plan fue enviar a los equipos de STARS a la mansión para registrar datos de combate real de las armas biológicas (BOW) enviando primero al equipo Bravo y luego al Alpha. En ambas tramas, Wesker encierra en una celda subterránea al personaje principal que no controla el jugador (si el jugador es Jill, encierra a Chris, y viceversa). Finalmente no todo sale, aparentemente, como él había planeado, pero a pesar de los contratiempos logra escapar de la mansión.

- Brad Vickers: es el piloto del helicóptero del equipo Alpha de STARS, quien se acobarda al principio del juego y huye, dejando a los miembros del equipo a merced de los monstruos. Al final del juego regresa para rescatar a sus compañeros, y según las opciones del jugador a lo largo del videojuego le proporciona un lanzacohetes para que destruya definitivamente a Tyrant.

- Joseph Frost: Exmiembro del equipo Bravo de S.T.A.R.S., y ya establecido en Raccoon City, Joseph fue promocionado recientemente para servir como especialista de los vehículos del equipo Alpha. Muchos miembros del equipo Bravo están celosos de su promoción, pero él fue ascendido por el mismo Wesker. Joseph es joven, entusiasta y muy curioso. Cae bajo las fauces de uno de los Cerberus que rondan la mansión.

- Richard Aiken: miembro novato del equipo Bravo de STARS cuya primera misión fue investigar en las montañas Arklay con el resto del equipo. Él se va con Kenneth, Forest y Enrico a la mansión, y se separan. Richard encuentra a Rebecca y une fuerzas con ella debido a la propagación del T-Virus. Después es envenenado por Yawn. En la trama de Jill, se sacrifica y la salva de la serpiente, por lo que se lo traga a él. En la de Chris, se sacrifica y lo salva de Neptuno, el tiburón mutante, provocando que este se lo trague a él. En Resident Evil: The Umbrella Chronicles se da a entender que muere por el veneno de Yawn (como en el Resident Evil original), pero nunca se aclara del todo. En resumen: muere, pero no se sabe quién se lo come realmente, el tiburón o la serpiente. También se ha especulado que pudo morir envenenado, por no administrarle a tiempo un antídoto, pero al no poder realizar autopsia, queda solo en una declaración de los hechos en un informe.

- Enrico Marini: capitán del equipo Bravo de STARS, en la misión ordena que se separen los integrantes, y después de los sucesos de Resident Evil Zero se encuentra en los pasajes subterráneos. Dice que hay un traidor en el equipo, y en ese mismo instante es asesinado de un balazo en el corazón por Wesker.

- Forest Speyer: es un miembro del equipo Bravo de STARS que hacía la competencia a Chris en la puntería. Es encontrado en un balcón de la mansión, muerto e infectado por el T-Virus, y es algo difícil de derrotar. En el modo desbloqueable One Deadly Zombie, el zombi especial es él.

- Kenneth Sullivan: miembro del equipo Bravo de STARS que se encuentra al inicio del juego siendo devorado por el primer zombi que el jugador se encuentra. De su cuerpo sin vida se obtiene una grabación que muestra cómo fue su muerte.

- Kevin Dooley: es el piloto del helicóptero del equipo Bravo de STARS, y es encontrado por Joseph mutilado dentro del helicóptero estrellado.

- George Trevor: era el arquitecto de la mansión de Spencer. Aparentemente no aparece en el juego, pero sí su hija Lisa. Se sabe que murió tratando de encontrar a su esposa e hija en la mansión en una de las trampas que él mismo diseñó.

- Ada Wong: es la novia de John Clemens un científico de umbrella y "discípulo de W. Birkin en la mansión Spencer, John que fue infectado le escribió una carta de despedida, perdón, login y password. Y aunque de ella solo aparece su nombre de pila en una carta, sabemos la relevancia de este personaje que tiene para toda la saga de Resident Evil.

## Enemigos
- Zombis: son los enemigos básicos del juego. Se encuentran en la mansión y sus alrededores, y eran trabajadores de Umbrella que fueron infectados por el T-Virus durante sus experimentos. Pocas horas después de ser infectada, la víctima entra en un estado de seudohibernación mientras el virus se apodera del organismo y reanima los órganos vitales con su código genético. En esos momentos, la persona infectada, bajo control total del virus, es capaz de moverse otra vez, pero se convierte en zombi. En este estado ya no poseen ningún tipo de emoción o consciencia humana y solo se mueven bajo el instinto primario de alimentarse de otros seres vivos, lo que los conduce fácilmente a la antropofagia. Son fáciles de eliminar usando pistolas o cualquier arma de fuego, pero son muy peligrosos en grupos.

- Crimson Head: cuando un zombi ha sido rematado, el T-Virus hace algún otro tipo de mutación. Cuando esto ocurre, el zombi se vuelve a levantar, pero más desarrollado. Se reconocen por su espantoso y estrepitoso alarido y su rapidez. Al contrario que los zombis normales, pueden correr, poseen garras y sus ataques hacen más daño, con un solo golpe, dejan la vida del jugador en peligro, además de ser más resistentes a las balas. Para que no vuelvan a levantarse, una vez inconscientes los zombis deben ser quemados o decapitados.

- MA-39 Cerberus: son perros Dobermann infectados por el virus, y otro enemigo común de la serie Resident Evil. Les asignaron ese nombre en mención a Cerbero, el perro mitológico de tres cabezas que custodiaba la entrada al Hades. Atacan rápidamente a cualquier cosa viva que esté a su alcance. Su forma de atacar consiste en tirar al jugador al suelo para matarlo de una mordida en la garganta.

- Cuervos: aves infectadas por el virus pueblan las montañas Arklay, que las ha hecho sumamente agresivas y atacan con picotazos, y aunque son fáciles de exterminar usando simplemente el cuchillo o la pistola pueden convertirse en un serio problema si atacan en grandes bandadas un ejemplo de esto es forest speyer.

- Abejas asesinas: las abejas infectadas muestran un tamaño mayor al normal, y aunque aparecen pocas veces durante el juego, lo mejor es huir de ellas, pues, al igual que los cuervos, son difíciles de abatir con armas de fuego debido a su constante movimiento; su picadura puede envenenar.

- Serpientes de jardín: pequeñas serpientes que aparecen en distintos lugares del juego, mayormente al aire libre. Generalmente no representan un gran problema, pero pueden saltar para ejecutar el ataque y en algunos casos pueden envenenar.

- Planta con tentáculos: esta planta infectada y mutada se encuentra en el primer piso de la mansión, bloqueando pasillos y salas de la mansión. Para cruzarlos sin recibir daño, es necesario ingeniárselas y usar elementos especiales del escenario. Tales tentáculos probablemente pertenecen a Planta 42.

- Arañas gigantes: tarántulas infectadas y mutadas por el virus hasta alcanzar un tamaño descomunal. Se las encuentra a menudo en grupos de 2 o 3 y tienden atacar en diversos ángulos. Su veneno es muy peligroso, pues causa envenenamiento inmediato, por lo que hay que evitar su mordedura a toda costa. Para matarlas es necesario usar un arma potente como la escopeta o el lanzagranadas. Pueden hacer daño y envenenar a distancia lanzando chorros tóxicos.

- Forest Speyer: se trata de un miembro del equipo Bravo de STARS, que fue asesinado por una bandada de cuervos infectados. Cuando el equipo Alpha lo encuentra ya se ha convertido en zombi. Es diferente a todos los demás porque, además de ser más grande y rápido —dejando aparte que es miembro de STARS, compañero de los protagonistas—, va pertrechado con un cinturón de granadas. Existe un modo en el juego que si se activa y el jugador le dispara o utiliza un arma secundaria contra él, las granadas explotan y la partida termina, así que la única manera de sobrevivir a un encuentro con Forest es huyendo.

- MA-121 Cazador Alfa: se trata de los primeros prototipos de Cazadores que fueron completados con éxito; son monstruos con rasgos de reptil y afiladas garras y dientes. Fueron creados por la Umbrella como BOW (‘armas bioorgánicas’). Su primera aparición ocurre en la mansión, al regresar de la casa del guarda. Máquinas de matar perfectas, esperan en un determinado lugar a que pase alguna víctima. Son muy ágiles y pueden saltar largas distancias muy rápidamente. Tienen la capacidad de decapitar a su objetivo para una muerte inmediata, sin importar el nivel de salud del jugador, por lo que estos monstruos son el principal problema de los jugadores sin experiencia, tanto por su velocidad como por su resistencia a las balas.

- Quimera: es otro tipo de monstruos, creados para el programa BOW, pero al final el proyecto fue abandonado por Umbrella. Solo se encuentran en las salas de generadores del laboratorio. Se trata de una de las especies de monstruos más peligrosas del juego, pues atacan en grupos y por sorpresa, colgándose en lugares altos para caer sobre la víctima y desgarrarla. En otras ocasiones pueden atacar por la espalda. Estos monstruos nacieron después de insertar el ADN de una mosca y el T-Virus en tejido humano. Aunque poseen alas, son demasiado pequeñas para permitirles volar, pero lo compensan con su gran capacidad de caminar por las paredes y techos, además de usar los tubos de ventilación para trasladarse de un lugar a otro del laboratorio subterráneo.

## Jefes
- Yawn: el primer jefe del juego; es una enorme serpiente venenosa que reside en sistema de ventilación de la mansión Spencer. Se la encuentra dos veces durante el juego: la primera es en el ático, donde no es necesario acabar con ella, únicamente esquivarla para coger la máscara de la muerte y salir; la segunda, en la biblioteca, donde hay que acabar con ella necesariamente para obtener el segundo libro. Su mordedura, además de causar un envenenamiento inmediato, reduce notablemente la salud de protagonista, por lo que al enfrentarse a ella es recomendable llevar antídotos. Se recomienda armamento pesado para vencerla, como la escopeta o el lanzagranadas. Su nombre proviene de la palabra inglesa yawn (‘bostezo’ en español), ya que parece que va a bostezar al abrir la gran boca para morder a su presa.[6]

- Planta 42: una gigantesca planta carnívora infectada por el virus, creación de Henry Saton. Ocupa una habitación completa de la casa del guarda. Por la infección, ha crecido considerablemente y se ha vuelto muy peligrosa; la manera de matarla sale de lo convencional, y depende del personaje que esté controlando el jugador. Aunque es uno de los jefes más fáciles de derrotar, puede lanzar un ácido que no hace demasiado daño, pero puede envenenar. Además, puede atacar con sus tentáculos.[6]

- Elder Crimson Head: el primer zombi de este tipo, creado por el equipo de investigación de Arklay. Resultó ser más agresivo y resistente que los posteriores y llegó a matar a algunos trabajadores, por lo que fue confinado en un ataúd en una sala bajo la mansión que se accede por el cementerio. No es un jefe muy difícil si se tiene la escopeta, con la que puede ser eliminado de unos 4 o 5 disparos. La mejor estrategia es mantenerse en movimiento, pues este crimson head corre hacia su objetivo y ataca, causando un daño considerable. Lo mejor es esquivarlo y dispararle a la vez hasta que no aguante más. Es George Trevor, el arquitecto de la mansión.

- Fi-03 Neptuno (tiburón): el resultado de inocular el T-Virus en un gran tiburón blanco. Este tipo de BOW fue creado específicamente para estudiar el efecto del virus en criaturas marinas. Escaparon de sus tanques de contención al inundarse todo por un momento de enajenación de uno de los científicos. Solo son peligrosos bajo el agua, pues pueden atacar velozmente.

- Tigre negro: una araña más grande y peligrosa que las demás. Su ataque y mordedura son similares a los otras arañas, pero con mucho más poder destructivo. Aparece acompañada por una o dos arañas más pequeñas (dependiendo del nivel de dificultad escogido) que también pueden atacar, por lo que también hay que estar pendiente de ellas.

- Lisa Trevor: un nuevo jefe para este juego. Ella es la hija del arquitecto de la mansión, George Trevor. Fue capturada junto con su madre por Umbrella para someterlas a experimentos con el virus Progenitor y el T-Virus. Su madre no sobrevivió, pero ella aguantó 30 años toda clase de experimentos en su organismo, transformándola en un horrible ser. Tal fue su degeneración física y mental que incluso llegó a arrancar la piel de la cara de su madre muerta, la cual llevó siempre puesta desde ese momento. Después de años de experimentos con el virus, su cuerpo desarrolló una capacidad de curación increíblemente rápida, convirtiéndola en el único enemigo del juego que no puede ser abatido con armas de fuego. Su primera aparición es en la cabaña, donde ataca a los miembros del equipo Alpha. Después de una vida inhumana como rata de laboratorio, Lisa veía a los humanos solo como enemigos, seres que querían hacerle daño. Al final, Lisa aparentemente se mató lanzándose a un profundo abismo al lado del altar de la tumba de su madre. En Resident Evil: The Umbrella Chronicles Wesker se enfrenta de nuevo a ella, pero después de que se arrojase por el abismo; es decir, Lisa es invencible. Es posible que muriera únicamente cuando explotó la mansión.

- T-002 Tyrant: el primer Tyrant completo, con mejoras respecto al Proto-Tyrant de Resident Evil Zero; es un humano que tuvo la suerte de mutar en esta poderosa criatura en vez de un zombi, al ser expuesto al T-Virus. Ataca con la enorme garra ubicada en la mano izquierda, la cual hace mucho daño. En el caso de la mansión Spencer, Albert Wesker libera al monstruo de su contención para probar sus capacidades y que acabe con los miembros restantes del equipo. Sin embargo, los miembros de STARS logran contenerlo, pero al intentar escapar de la mansión en el helipuerto, regresa. Al final es destruido por el lanzacohetes proporcionado por Brad Vickers, el piloto del helicóptero que los acaba rescatando. En la versión Remake puede evitarse el segundo enfrentamiento si se llega al helipuerto dejando morir al acompañante (Barry/Rebecca).

## Armas
- Cuchillo de autodefensa: como su propio nombre indica, es un arma de autodefensa. Cuando un zombi se acerca demasiado se lo puede apuñalar en la cabeza con esta daga para rechazarlo o mantenerlo a distancia, pero no es suficiente para matarlo. Sin embargo, son útiles para escapar de un ataque. Estas armas se encuentran en varios lugares del juego. Estos cuchillos solo pueden usarse una vez cada uno, pero si se logra volar la cabeza del enemigo (con escopeta), el cuchillo incrustado caerá al suelo, y se puede recuperar para un segundo uso.

- Granada flash: un arma de autodefensa, exclusiva de Chris. Si es atacado por un zombi cuando tiene equipada esta granada, puede sacarla y ponerla en la boca de su atacante. Momentos después la granada estalla, eliminando instantáneamente al enemigo.

- Pistola aturdidora: arma de autodefensa, exclusiva de Jill. Si es atacada por un zombi o cualquier enemigo menor que pueda agarrar cuando tiene esta arma equipada, puede usarla para emitir una potente descarga eléctrica a su oponente que incluso puede desorientarlo temporalmente, momento que puede ser aprovechado para acabar con él o escapar. Puede ser empleada con las baterías que de vez en cuando se encuentran por la mansión y sus alrededores.

- Cuchillo de supervivencia: ambos personajes tienen este cuchillo militar ya desde el inicio del videojuego. No es muy eficaz contra los enemigos, pero es mucho mejor que no tener nada.

- Pistola Beretta M92FS: es el arma básica de los miembros de STARS, aunque su venta está prohibida en California.[cita requerida] Se trata de una pistola automática con capacidad para quince balas de 9 mm. Las municiones para esta arma son abundantes y se encuentran en muchos lugares de la mansión.[6]

- Escopeta Remington M870: esta escopeta de caza es un arma importante y de mucha utilidad. Se encuentra en el cuarto de fumadores en el primer piso de la mansión. Tiene capacidad para 6 cartuchos, y su doble cañón la hace buena especialmente para acabar con enemigos que estén juntos. Es una buena arma contra enemigos más resistentes, como los cazadores o los Crimson Head. Curiosamente esta escopeta no es una Remington 870, en realidad se trata de una escopeta Winchester Modelo 1897 por su diseño.

- Escopeta de asalto: con capacidad de 10 cartuchos y disparo más rápido, la escopeta de asalto es una mejor opción que la escopeta normal, a la cual reemplaza completamente.

- Lanzagranadas: esta poderosa arma solo se puede obtener con Jill. Se encuentra en el balcón del segundo piso de la mansión, al lado del cadáver de Forest. Puede disparar tres tipos distintos de munición: granadas explosivas, granadas de ácido y granadas de fuego, cada uno con sus particulares efectos, que la convierten en un arma muy recomendable para los enemigos resistentes o los jefes.

- Lanzallamas: arma muy potente que solo puede ser conseguida por Chris. Se encuentra en los pasajes subterráneos. Únicamente se puede usar en unas pocas habitaciones, pues hay un sistema de seguridad que impide que salga de la zona. Lleva el combustible al 100% y puede lanzar fuego a máxima potencia durante 9 segundos ininterrumpidos. Es excelente contra las arañas gigantes y más aún contra Tigre negro.

- Revólver Colt Python.357 Magnum: este revólver, cargado con una munición potentísima, es una de las armas más poderosas en el juego. Tiene capacidad para 6 balas de calibre 357. Es capaz de eliminar a cualquier enemigo con tan solo uno o dos disparos, excepto los jefes, que requieren algunos más. Sin embargo, la munición para esta arma es escasa, por lo que es recomendable usarla sabiamente.

- Revólver.44 Magnum: esta arma solo se encuentra en el juego de Jill. Está cargada con 6 balas, y esas son todas las que hay. No existe ninguna otra munición para esta arma en todo el juego. Es más poderosa que la Colt Python, por lo que debe ser usada más sabiamente aún. La consigue Jill si no se la devuelve a Barry en el último encuentro contra Lisa Trevor, pero entonces solo se pueden obtener los finales «malos».

- Pistola de autodefensa: una pequeña arma que se encuentra en el cuarto «001» de la residencia. Solo tiene una bala cargada y es la única munición existente en todo el juego. Es poderosa, pero prácticamente significa la pérdida de un espacio en el inventario, pues puede ser usada únicamente una vez.

- Lanzacohetes: el arma más poderosa del juego normal, capaz de destruir a cualquier enemigo de un solo disparo, excepto algunos jefes. Brad Vickers la arroja desde el helicóptero en la última batalla contra Tyrant para destruirlo de una vez por todas.

- Samurai Edge: se trata de una pistola especial con munición infinita que se obtiene terminando el juego en modo normal o difícil en menos de cinco horas. Al obtenerla, el cuchillo es automáticamente reemplazado por esta arma. Es similar a la pistola, pero puede disparar hasta tres tiros seguidos. Es el arma que usa Albert Wesker.

- Lanzacohetes antitanque: la mejor arma del juego por su considerable capacidad de destrucción. Tiene munición infinita, y un disparo basta para acabar con cualquier enemigo hasta el tyrant. Este lanzacohetes aparece en el inventario después de haber terminado el juego en menos de tres horas en modo normal o difícil. Su único defecto es que tarda un poco entre disparo y disparo, pero con uno solo puede incluso tumbar temporalmente a Lisa Trevor la primera vez que la encuentras.[6]

## Recepción
Tras su lanzamiento en GameCube, Resident Evil recibió elogios de la crítica. El crítico de IGN, Matt Casamassina, consideró que el juego es "un triunfo como una aventura independiente y un gran logro como una nueva versión", calificándolo como "el juego más terrorífico, atmosférico y terrorífico que hayamos jugado". De manera similar, el revisor del sitio GameSpot Shane Satterfield, describió el juego remake como "un juego asombroso que claramente se destaca como el mejor que la serie tiene para ofrecer", mientras que la revista Edge comentó que el juego no perdonado y el arte técnico mejoran la tensión y la ansiedad que el original ofrecido.
El juego fue ampliamente elogiado por sus gráficos. GameSpot atribuyó la atención al detalle, gore realista, niebla volumétrica e integración de iluminación y sombras en tiempo real con fondos renderizados previamente, comentando que Capcom "finalmente perfeccionó el arte de mezclar escenarios pretratados con animaciones ambientales y objetos poligonales, y el resultado es el juego de vídeo visualmente más impresionante jamás lanzado. IGN destacó la compleja geometría de los modelos de personajes, afirmando que" los primeros planos de Chris o Jill parecen casi realistas ". El sitio Británico NGC Magazine, Jes Bickham comentó que a diferencia del Resident Evil original, el contraste entre los modelos de personajes y los fondos es perfecto. También señaló que el juego es "tan rico visualmente que simplemente ver la siguiente área es una experiencia que hay que atesorar". 
La atmósfera de suspenso y cinemática del juego recibió elogios, Game Revolution llegó a decir que el juego hace que el Resident Evil original se parezca a Pong. Resident Evil también fue elogiado por su sonido realista. El crítico del sitio AllGame Scott Alan Marriott consideró que el juego "[crea] una sensación constante de temor sin depender demasiado de los valores obvios de los golpes", mientras que GameSpot destacó la calidad y variedad de efectos de sonido, señalando que "parece que hay docenas" de los efectos de sonido solo para los pasos". Sin embargo, algunas publicaciones consideraron que la voz era débil debido a su entrega exagerada. 
Aunque los controles de limitación del juego y la gestión del inventario fueron criticados, los cambios en muchos aspectos del juego fueron vistos positivamente. Mike Weigand de la revista GamePro escribió: "Es como jugar al Resident Evil por primera vez". GameSpot comentó que las armas defensivas agregan una nueva capa de estrategia al juego. Sin embargo, los controles fueron criticados por su falta de precisión analógica, una función que anteriormente estaba disponible en la versión para Nintendo 64 del Resident Evil 2. Héctor Guzmán del sitio GameSpy, criticó el hecho de que el tanque "laborioso" del juego original, mediante el cual el stick analógico mueve al personaje del jugador en la dirección que está enfrentando, no fue cambiado, afirmando que puede causar dificultades innecesarias cuando los jugadores intenten evadir a los monstruos. Las críticas de IGN fueron similares, pero consideraron los esquemas de control alternativo del juego como una adición de bienvenida. 
En los premios Best y Worst of 2002 de GameSpot, Resident Evil fue nominado como Mejor historia en el formato de GameCube, Mejores gráficos (técnicos), y Mejor juego de aventura de acción. A partir de enero de 2004, se habían vendido 445.176 copias del juego en los Estados Unidos. En mayo de 2008, Capcom reveló que se vendieron un total de 1,35 millones de copias del juego.